# Nilton Soto
Nilton Gonzalo Marcos Soto García (ur. 30 grudnia 1997) – peruwiański zapaśnik walczący w stylu klasycznym. Zajął 39. miejsce na mistrzostwach świata w 2023 roku.
Brązowy medalista igrzysk panamerykańskich w 2019 i 2023. Wicemistrz panamerykański w 2025 i trzeci w 2022. Siódmy w indywidualnym Pucharze Świata w 2020. Srebrny medalista mistrzostw Ameryki Południowej w 2016 i 2019. Czwarty na igrzyskach Ameryki Południowej w 2018. Siódmy na igrzyskach boliwaryjskich w 2022 roku.